# Gare de Kunming
La gare de Kunming est une gare ferroviaire chinoise situé à Kunming. Elle est l'objet d'un attentat à l'arme blanche en mars 2014, faisant 29 morts et 130 blessés.